# Ruggero Settimo

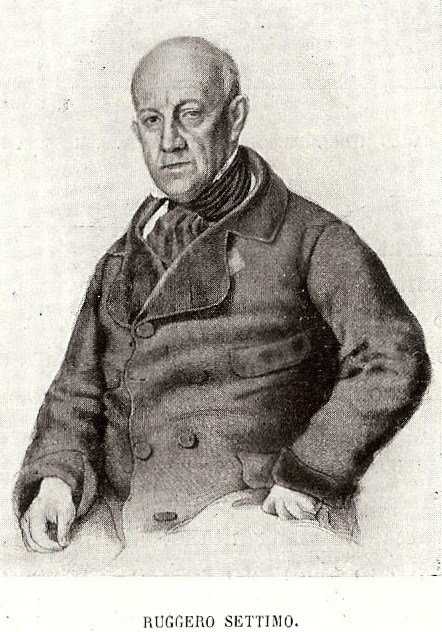
Ruggero Settimo

Ruggero Settimo (* 19. Mai 1778 in Palermo; † 12. Mai 1863 in Malta) war ein sizilianischer Fürst (Principe di Fitalia) und Minister sowie ein italienischer Patriot und Politiker. Von 1861 bis 1863 war er der erste Senatspräsident des Königreiches Italien, auch wenn er dem Senat des Königreiches aus gesundheitlichen Gründen nie persönlich vorstand.

## Leben
Settimo war 1791 in die Marineakademie in Neapel eingetreten und erhielt nach Abschluss der Ausbildung verschiedene Kommandos in der bourbonischen Flotte. Seiner liberalen Gesinnung entsprechend trat er für die Einführung einer Verfassung ein, an deren Entwurf er mitgearbeitet hatte. Nach deren Verkündung wurde er 1812 Marineminister, 1814 Kriegsminister. Mit Beginn der Restauration 1815 trat er von seinen Ämtern zurück und zog sich ins Privatleben zurück. Während der sizilianischen Erhebung von 1820 war er Mitglied der Provisorischen Regierung (Giunta provvisoria). 1848 führte er während der Märzrevolution einen Volksaufstand in Palermo an und leitete dann 16 Monate lang die Revolutionsregierung des von den Bourbonen in Neapel unabhängigen Sizilien. Nach der Niederschlagung der Republik floh er nach Malta. 1860 begrüßte er den Anschluss Siziliens an Italien. Nach der italienischen Einigung wurde er in Abwesenheit zum Senatspräsidenten ernannt, er kehrte jedoch aus Gesundheitsgründen nicht nach Italien zurück.
Sein Leichnam wurde nach Palermo überführt und in der Kirche San Domenico, in der er 1848 das Sizilianische Parlament eröffnet hatte, beigesetzt. Das Grabmonument ist Werk der Bildhauer Salvatore Valenti und Domenico Costantino. Das Denkmal auf der Piazza Ruggero Settimo wurde von Benedetto De Lisi geschaffen.